# 博爾曉瓦 (哈爾科夫區)
50°9′47″N 36°24′32″E / 50.16306°N 36.40889°E

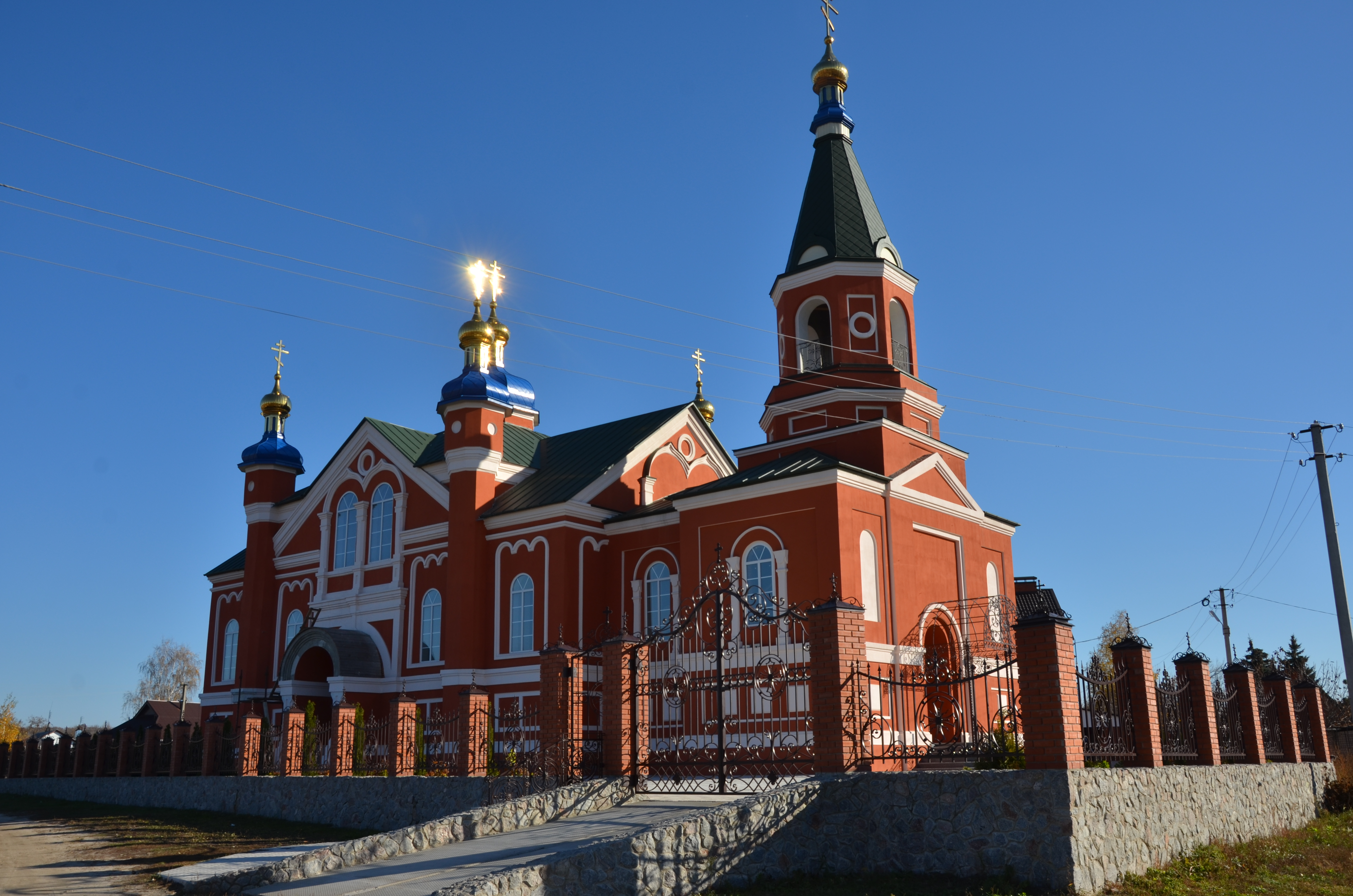
教堂

博爾曉瓦（烏克蘭語：Борщова）是位於烏克蘭東部的村莊，由哈爾科夫州哈爾科夫區的利普齊市鎮負責管轄。該村處於哈爾科夫河左岸，始建於1731年，面積1.71平方公里，海拔高度111米，2001年人口403。